# Pak Se-ri

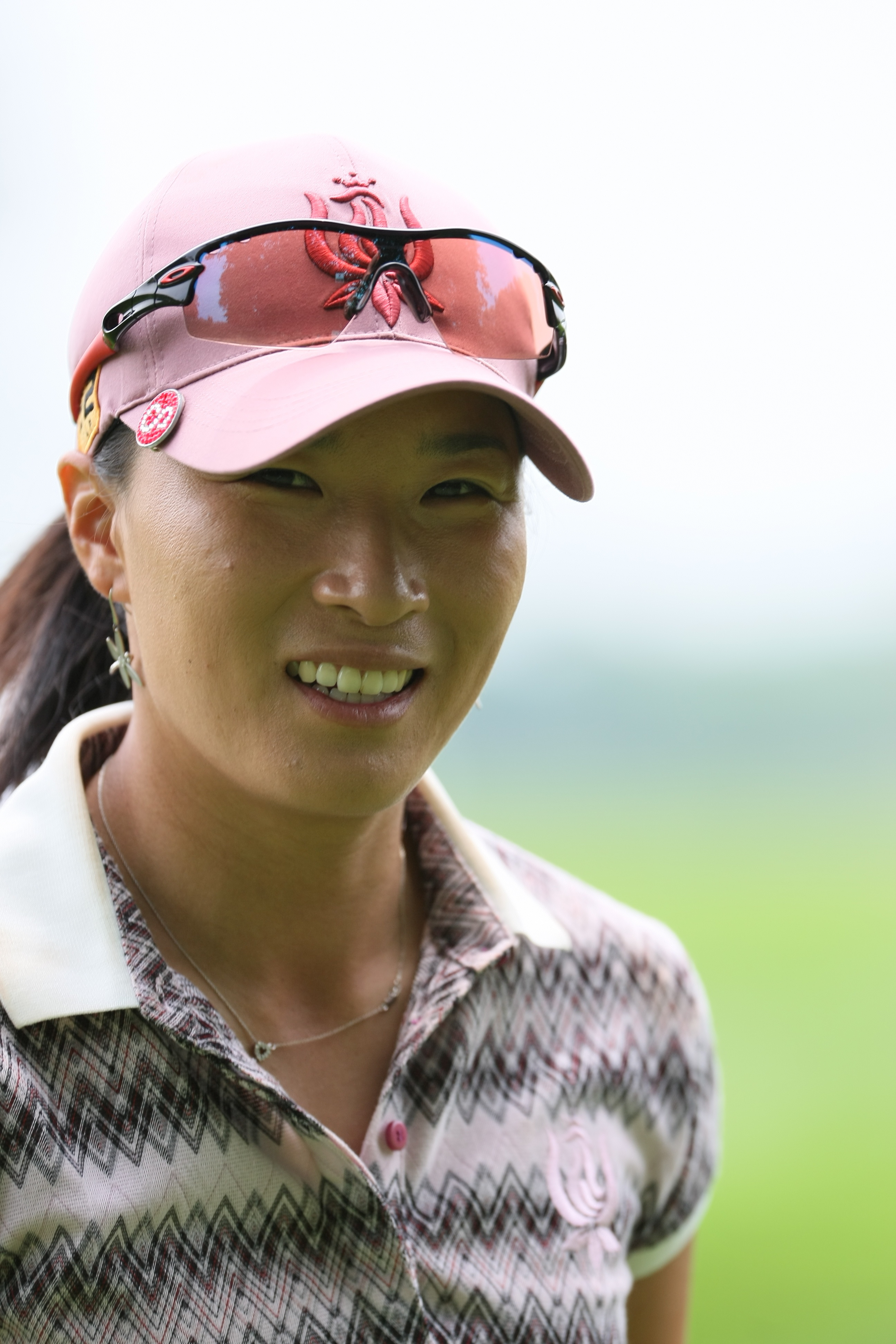
Pak Se-ri en el Campeonato de la LPGA 2009

Pak Se-ri (del coreano: 박세리) (28 de septiembre de 1977, Daejeon, Corea del Sur) es una golfista surcoreana que ha competido en el LPGA Tour estadounidense desde 1998. 

## Carrera
Ha logrado 25 victorias, destacándose cinco triunfos en torneos mayores: el Campeonato de la LPGA 1998, 2002 y 2006, el Abierto de Estados Unidos 1998 y el Abierto Británico 2001. Además consiguió 122 top 10, de los cuales 21 fueron en torneos mayores. Pak se ubicó segunda en la temporada 1998, 2001, 2002 y 2003, y tercera en 1999.
Su victoria en el Abierto de Estados Unidos de 1999 a los 20 años de edad significó el récord de juventud. En 2003 abarcó décima en un torneo del Korean Tour, lo que según el Salón de la Fama del Golf Mundial fue la primera mujer en superar un corte de un torneo masculino en casi seis décadas. En 2007 se convirtió en miembro del dicha institución. En 2008 recibió el premio Heather Farr al espíritu del golf. Decidió retirarse como jugadora al final de la temporada 2016.
Los logros de Pak motivaron a otras coreanas a incorporarse al circuito estadounidense, entre ellas Jiyai Shin e Inbee Park, que también ganaron múltiples torneos mayores.

## Filmografía

### Programas de variedades
| Año  | Título                          | Notas                    |
| ---- | ------------------------------- | ------------------------ |
| 2020 | Law of the Jungle – Zero Point  | (ep. #423-426) - miembro |
| 2020 | Law of the Jungle in Wild Korea | (ep. #416-419) - miembro |